# Футбольний матч Угорщина — Польща (1921)
18 грудня 1921 року футбольна збірна Польщі провела свій перший офіційний матч проти команди Угорщини. Гра проходила у Будапешті і завершилася перемогою господарів поля.

## Створення збірної Польщі
Про створення національної збірної вперше заговорили під час установчих зборів Польського футбольного союзу 20 грудня 1919 року, що відбувся у Варшаві. У січні наступного року було прийнято рішення розпочати підготовку збірної до Олімпійських ігор в Антверпені.
У березні на посаду тренера збірної був призначений американський військовий, капітан Кріс Бурфорд, а в квітні 1920 року Польський олімпійський комітет, організував у Кракові перші навчальні збори для всієї олімпійської делегації, в тому числі і для футболістів. Спеціально створений відділ комітету розподілив викликаних польських футболістів на дві команди — олімпійську і резервну. Більше всього було запрошено гравців з львівських і краківських клубів, як мали досвід виступів у чемпіонатах Галичини. Вакантні позиції доукомплектували кращими футболістами з команд Варшави, Лодзі і Познані. Спочатку проводилися тренування і внутрішні контрольні гри, а в кінці травня 1920 року олімпійська команда зіграла неофіційний спаринг-матч зі збірною Львова і здобула в ньому перемогу з рахунком 12:1. Після цього було прийнято рішення про організацію в липні-серпні 1920 року офіційних зустрічей зі збірними Австрії, Чехословаччини і Угорщини, які повинні були стати пробою сил перед олімпійським дебютом. Всі плани були зірвані початком радянсько-польської війни і 27 липня Польща остаточно відмовилася посилати футбольну збірну на антверпенськую олімпіаду.

## Підготовка до першої гри
Спочатку були перемовини зіграти проти збірної Австрії, і навіть була призначена дата проведення матчу — 3 липня 1921 року, однак, через відсутність інтересу з боку Австрійської федерації від цього варіанту відмовилися.
У середині 1921 року, з пропозицією про проведення матчу зі збірної Польщі звернувся Угорський футбольний союз, який запропонував провести матч в Будапешті 24 грудня 1921 року. Польська сторона висловила свою згоду, але попросила про перенесення матчу або на листопад або на початок наступного року, що було аргументовано тим, що розіграш чемпіонату в Польщі закінчується у листопаді, а перерва погано позначиться на формі футболістів. Остаточно була встановлена дата гри — 18 грудня 1921 року.
У листопаді польський штаб підготовки до матчу, на чолі з начальником відділу ігор футбольного союзу Юзефом Школьниковским і тренером «Краковії» Імре Пожоньї, відібрали кілька десятків футболістів, які були зібрані в Кракові. В рамках підготовки польська збірна провела три спаринг-матчі з командами воєводств. Збірна виграла 4 грудня 1921 року у команди Бєльсько-Бяли — 3:1, 8 грудня у збірної Кракова — 7:1, 11 грудня у збірної Львова — 9:1.
За результатами зборів був обраний кістяк команди з тринадцяти футболістів, які мали зустрітися з угорцями. У списку домінували представники чемпіона Польщі «Краковії» — їх було семеро (Станіслав Циковський, Людвік Гінтель, Юзеф Калужа, Станіслав Мелех, Леон Сперлінг, Здзислав Стичень, Тадеуш Синовець). Крім них до складу були включені три гравця варшавської «Полонії» (Артур Марчевський, Ян Лот та Стефан Лот), два гравці львівської «Погоні» (Мечислав Бач та Вацлав Кухар), а також один представник познанської «Варти» — Маріан Ейнбахер. У розширений список також входили: з «Краковії» — Стефан Фриц, Болеслав Котапка, Палик і Стефан Попель, з «Ютженки» — Максиміліан Гумплович, Зигмунт Крумгольц та Юзеф Клоц, з варшавської «Корони» — Владислав Карасяк, з краківського «Маккабі» — Фришер і Осієк, з львівської «Погоні» — Людвік Шнайдер, з познанською «Варти» — Вавжинець Сталіньський, з лодзинського «Уніону» — Мечислав Лялька, з краківської «Вісли» — Вільгельм Цепурський, Францішек Данц, Маріан Данц, Станіслав Марцинковський, Вітольд Герас і Владислав Ковальський.
На полі стадіону «Хунгарія» команди вийшли в 13:45. Після фотографування на пам'ять чехословацький арбітр Еміль Гретц провів жеребкування, яке виграли поляки. Матч проходив у рівній боротьбі, успіху на 18 хвилині досяг нападник господарів Єне Сабо. Поляки мали шанс зрівняти рахунок: на 23 хвилині матчу Вацлав Кухар обвів воротаря угорців Кароя Жака, але забарився з ударом і захисник господарів встиг вибити м'яч в аут. Капітаном команди в її першому матчі був Тадеуш Синовець.

## Деталі
| 18 грудня 1921 13:45 UTC+2 |

| Угорщина     | 1:0  | Польща |
| ------------ | ---- | ------ |
| Єне Сабо 18' | звіт |        |

| «Хунгарія» (Будапешт) Глядачів: 8000 Арбітр: Еміль Гретц (Чехословаччина) |

| Угорщина:  |                   |  |     |
|            |                   |  |     |
| ВР         | Карой Жак         |  | 46' |
| ЗХ         | Дьюла Манді       |  |     |
| ЗХ         | Карой Фогль       |  |     |
| ПЗ         | Золтан Блум       |  |     |
| ПЗ         | Габор Обітц       |  |     |
| ПЗ         | Вільмош Кертес () |  |     |
| НП         | Єне Вінер         |  |     |
| НП         | Імре Шлоссер      |  |     |
| НП         | Єне Сабо          |  |     |
| НП         | Дьордь Мольнар    |  |     |
| НП         | Іштван Плюгар     |  |     |
| Заміна:    |                   |  |     |
| ВР         | Ігнац Амшель      |  | 46' |
| Тренер:    |                   |  |     |
| Дьюла Кішш |                   |  |     |

| Польща:      |                      |
|              |                      |
| ВР           | Ян Лот               |
| ЗХ           | Артур Марчевський    |
| ЗХ           | Людвік Гінтель       |
| ПЗ           | Тадеуш Синовець ()   |
| ПЗ           | Станіслав Циковський |
| ПЗ           | Здзислав Стичень     |
| НП           | Леон Сперлінг        |
| НП           | Мар'ян Ейнбахер      |
| НП           | Юзеф Калужа          |
| НП           | Вацлав Кухар         |
| НП           | Станіслав Мелех      |
| Запасні:     |                      |
| ПЗ           | Стефан Лот           |
| НП           | Мечислав Бач         |
| Тренер:      |                      |
| Імре Пожоньї |                      |